# آنتونوف-۲۴
آنتونوف ای‌ان-۲۴ (به انگلیسی: Antonov An-24) یک هواپیمای ساختِ کارخانهٔ آنتونوف در کشور اتحاد جماهیر سوسیالیستی شوروی است که در سال ۱۹۵۹–۱۹۷۹ ساخته شد. نخستین استفاده‌کنندهٔ این هواپیما آئروفلوت بوده‌است. این هواپیما در ۲۹ اکتبر ۱۹۵۹ میلادی نخستین پرواز خود را انجام داد.